# 大佛寺 (丽江)
大佛寺，位于中国云南省丽江市古城区大研街道新义社区五一街兴仁上段丽江兴仁方国瑜小学内。

## 历史
大佛寺为明代寺庙。清末光绪三十一年（1905年）设“大佛寺小学”。后以“兴仁村”地名定名为“兴仁小学”。1980年代初，历史学家方国瑜教授捐资修建教学楼，遂更名为“丽江兴仁方国瑜小学”。
2011年3月9日，大佛寺公布为古城区文物保护单位。